# Myotis stalkeri
Myotis stalkeri é uma espécie de morcego da família Vespertilionidae.
Apenas pode ser encontrada na Indonésia.